# Форрест Мимз
Фо́ррест М. Мимз III — учёный-любитель, колумнист, автор популярной книги «Основы электроники» (Getting Started in Electronics) и серии брошюр «Памятка инженерам» (Engineer’s Mini-Notebook), распространяемых через американскую торговую сеть по продаже бытовой техники и электроники Radio Shack. Мимз окончил Техасский университет A&M в 1966 году по специальностям «Муниципальное управление» и «Английский язык и история». Служил в ВВС США в звании офицера.
Несмотря на то, что Мимз не получил формального образования в области точных наук, он построил успешную карьеру как автор научных работ, исследователь, преподаватель и синдицированный колумнист. Тираж его брошюр по электронике составил более 7 миллионов экземпляров. Мимз по праву считается одним из самых плодовитых учёных-любителей.
Мимз занимается научными исследованиями во многих областях, используя измерительные приборы собственного изготовления; публикуется в ряде рецензируемых журналов, часто в соавторстве с профессиональными учёными. Большая часть его исследований посвящена экологии и окружающей среде. В 1993 году был удостоен премии Rolex за разработку прибора для измерения озонового слоя. В декабре 2008 года научно-популярный журнал Discover назвал Мимза одним из «50 лучших умов науки».
С 2003 по 2010 гг. работал редактором журнала The Citizen Scientist, издаваемого «Обществом учёных-любителей» (англ.). Занимает пост председателя Секции науки об окружающей среде при Академии наук штата Техас. Преподаёт электронику и физику атмосферы в Университете наций (University of the Nations), неаккредитованном христианском университете на Гавайях. Член Института инженеров электротехники и электроники (Institute of Electrical and Electronics Engineers), Национальной Ассоциации преподавателей точных наук (National Science Teachers Association (англ.)) и нескольких других научных обществ. Мимз является сторонником теории разумного замысла и работает в штате Международного общества комплексности, информации и дизайна (International Society for Complexity, Information and Design (англ.)) и в организации Discovery Institute. Выступает с критикой причин и последствий глобального потепления..

## Детство и юность
Форрест Мимз родился в 1944 году в г. Хьюстон, штат Техас, в семье Форреста М. Мимза-младшего (1923—1996) и Оллив Э. Мимз (в девичестве Данн) (1924—1995). Мимз рос в многодетной семье вместе с тремя сёстрами и одним братом. Форрест был старшим ребёнком. Так как отец был военным лётчиком, семья постоянно меняла место жительства, переезжая с одной военной базы на другую — от Аляски до Флориды; при этом своей родиной Форрест всегда считал Техас.
Мимз начал интересоваться точными науками ещё в раннем возрасте. В 1960 году для школьной ярмарки идей он сконструировал аппарат, напоминающий современный компьютер. Во время подготовки к урокам латинского языка Мимз придумал устройство, которое могло переводить по двадцать слов с одного языка на другой. Операции осуществлялись с помощью шести потенциометров (переменных резисторов), каждый из которых имел диск набора с 26 буквами. Ввод первых шести букв слова на потенциометрах определял общее электрическое сопротивление. Слова заносились в банк памяти компьютера с резисторов, регулируемых 20 отвёртками. Впоследствии Мимз назвал своё изобретение SPROM (Screwdriver-Programmable Read Only Memory) — «отвёрткопрограммируемое запоминающее устройство». Поиск в памяти производился с помощью переключателя с приводом от двигателя, который запускал процесс сопоставления вводимого слова со всеми резисторами памяти. Когда находился точный аналог, двигатель останавливался, и загоралась одна из 20 лампочек. Это изобретение не претендовало на практическое использование, но в качестве экспоната на школьной ярмарке идей в начале 60-х оно произвело на всех большое впечатление. В 1987 году в декабрьском выпуске журнала Modern Electronics («Современная электроника») была опубликована статья Мимза, описывающая сконструированный им аналог компьютера со всеми схемами и фотографиями.
Осенью 1962 года Мимз поступил на физический факультет Техасского университета A&M. Но из-за того, что там было много курсов высшей математики, он принял решение перевестись на гуманитарный факультет. В 1966 году он окончил университет по специальностям «Муниципальное управление» и «Английский язык и история». В то время Техасский университет A&M имел статус военного училища, и в нём могли учиться только мужчины. В 1964 году университет начал принимать женщин, и членство в кадетском корпусе стало необязательным.
В университете Мимз продолжал увлекаться электроникой. Его прадед был слеп, и это побудило Мимза создать прибор, облегчающий ориентирование в пространстве для людей с нарушениями зрения. Устройство было похоже на радар, но в отличие от радара в нём использовались недавно разработанные инфракрасные светодиоды. Они излучали интенсивные импульсы света, которые могли отражаться от предметов. Затем отражённый свет преобразовывался в звуковой сигнал: чем ближе был предмет, тем громче был звук. Производство инфракрасных светодиодов началось в 1965 году, и тогда они продавались по цене $365 за штуку. Мимз обратился напрямую к доктору Эдвину Бонину, руководителю компании Texas Instruments, и объяснил цель своего проекта. Ознакомившись с дизайном прибора, доктор Бонин подарил Мимзу три инфракрасных светодиода.
Мимз получил приглашение выставить свой прибор на ежегодном съезде Техасской медицинской ассоциации, состоявшемся в Остине в апреле 1966 года. Мимз появился перед делегатами съезда в военной форме кадетского корпуса A&M и продемонстрировал собранию свои «электронные глаза». В техасской прессе тех лет было много публикаций о Мимзе и его изобретении. Газета «Сан-Антонио Лайт» (San Antonio Light) писала: «У Мимза, студента-политолога из А&М, есть ещё одна страсть — наука и изобретательство». В последующие несколько лет Мимз работал над усовершенствованием своего прибора. В августе 1972 года в журнале «Популярная механика» вышла статья с описанием того, как устройство крепится на очки.

## ВВС и MITS
После окончания Техасского университета A&M в 1966 году Мимз получил погоны офицера ВВС США и в начале 1967 года был командирован на авиабазу Таншоннят близ Сайгона (Вьетнам) в качестве офицера разведки. С детских лет Мимз увлекался моделированием ракет, поэтому с собой во Вьетнам привез несколько наборов для сборки. Свои системы наведения ракет он тестировал на расположенном неподалёку ипподроме. После одного такого запуска на ипподроме приземлился тяжело вооружённый армейский вертолёт. Этот случай научил Мимза тому, что прежде чем запускать ракеты с беговой дорожки, следует ставить в известность военное начальство. А когда Мимз запустил ракету с крыши своего дома, на авиабазе в Таншоннят объявили боевую тревогу. О ракетных подвигах Мимза писали в армейской газете Stars and Stripes («Звёзды и полосы»).
Мимз протестировал своё инфракрасное вспомогательное устройство в интернате для детей с нарушениями зрения в Сайгоне. Об этом писали во многих американских газетах. Полковник Дэвид Р. Джонс из Лаборатории оружия ВВС узнал об экспериментах Мимза во Вьетнаме и поспособствовал тому, чтобы Мимза направили в лабораторию в Альбукерке, штат Нью-Мексико. Полковнику Джонсу пришлось принять особые меры, так как у Мимза не было требуемого для работы в лаборатории диплома инженера. В марте 1968 года Мимз перевёлся на службу в лабораторию, где начал заниматься лазерными разработками.
В Альбукерке Мимз организовал клуб ракетного моделирования для школьников. В клуб вступило 40 человек; встречи проводились в школе Дель-Нотр и Академии Альбукерке. В июле 1969 года несколько членов клуба приняли участие в конференции ракетомоделистов Юго-Запада, которая проводилась в Восточном университете Нью-Мексико. Во время конференции Джордж Флинн, издатель журнала по ракетному моделированию, взял интервью у Мимза и у ряда других членов клуба. Президент клуба, ученик средней школы Форд Дэвис, выступил с докладом о разработанном ими миниатюрном радиопередатчике, который мог передавать данные с летящей ракеты. Мимз как руководитель клуба рассказал Флинну и о других изобретениях — разнообразных датчиках и телеметрической аппаратуре. Флинн предложил Мимзу написать статью для журнала «Ракетное моделирование» о разработанной им транзисторном световом датчике для слежения за ракетами ночного запуска (Transistorized Tracking Light for Night Launched Model Rockets). Статья была опубликована в сентябре 1969 года. За эту первую профессиональную публикацию Мимз получил гонорар в размере $ 93,50. С тех пор он регулярно печатался в «Ракетном моделировании».
Коллега Мимза по Лаборатории оружия (Weapons Laboratory) Эд Робертс тоже интересовался электроникой и моделированием ракет. В свободное от службы в ВВС время Робертс подрабатывал в гражданской компании Reliance Engineering. Мимз, Робертс и ещё двое единомышленников решили вместе разрабатывать и продавать электронные приборы ракетомоделистов-любителей. В декабре 1969 года в журнале «Ракетное моделирование» появился написанный Мимзом пресс-релиз, в котором сообщалось, что Reliance Engineering образовал дочернюю компанию Micro Instrumentation and Telemetric Systems. Телеметрические модули они проектировали и собирали на дому или в гаражах, но продать удалось лишь несколько сотен.
Благодаря своей известности, связанной с внедрением новой технологии светоизлучающих диодов, Мимз смог напечатать большую статью в журнале «Популярная электроника» (Popular Electronics). Их ежемесячный тираж составлял 400 тысяч экземпляров, в то время как журнал «Ракетное моделирование» выходил общим тиражом 15000 экземпляров. В статье объёмом в пять страниц давалось описание технических характеристик и возможностей использования устройства. Фотография самого прибора была размещена на обложке журнала за ноябрь 1970 года. Мимз предложил редакторам также опубликовать и историю проекта, на что они охотно согласились. Эд Робертс и Мимз разработали светодиодный коммуникатор, который мог передавать голосовые сигналы через инфракрасный луч света к приёмнику на расстоянии сотен метров. Читателям предлагалось приобрести комплект деталей для сборки «Светодиодный коммуникатор Оптиком» (Opticom LED Communicator) производства компании MITS за $15. Но и на этот раз было продано чуть больше сотни наборов. Комплекты для сборки не приносили MITS никакой прибыли; за журнальные публикации было получено общим числом $400. После увольнения из ВВС Мимз решить продолжить карьеру в качестве технического писателя. К тому времени Робертс выкупил компанию у её основателей, и они вышли на развивающийся рынок электронных калькуляторов. В январе 1975 года на обложке журнала Popular Electronics была напечатана фотография компьютера «Альтаир 8800», который изобрёл Робертс. Робертс попросил Мимза написать к нему техническую документацию. Полученный в качестве платы за работу компьютер Altair 8800 Мимз передал в дар Национальному музею американской истории Смитсоновского института в 1987 году.

## Автор
Лес Соломон, технический редактор Popular Electronics, любил лично знакомиться с авторами журнала. Во время своего отпуска в 1970 году он встретился с Форрестом Мимзом и Эдом Робертсом в Нью-Мексико. Соломон дал им ряд советов о том, как организовать продажу комплектов для сборки подобных светодиодному коммуникатору «Оптиком» (Opticom LED Communicator), но к тому времени Мимзу уже хотелось другого — стать профессиональным писателем. Соломон объяснил Мимзу механизмы издательского бизнеса и помог с размещением статьи в журнале Popular Electronics. Мимз писал и для других журналов. Его статья «Эксперимент с твердотельным лазером за 32 доллара» была главной статьёй номера, о чём сообщалось на обложке журнала «Радиоэлектроника» за июнь 1972 года. В октябре 1975 года Мимз убедил Арта Сальзберга (Art Salsberg), главного редактора журнала Popular Electronics, поручить ему ведение ежемесячной рубрики «Уголок экспериментатора». Позже он взялся вести ещё две колонки — «Проект месяца» и «Разработки в твердотельной электронике». Мимз был постоянным автором этого журнала вплоть до его закрытия в апреле 1985 года. Между тем Сальсберг основал ещё один журнал для изобретателей-любителей — «Современная электроника»; в нём Мимз также вёл ежемесячную колонку и был пишущим редактором.
В 1970-х годах в свободной продаже были все компоненты электронной схемы, такие как резисторы, конденсаторы, транзисторы и даже интегральные микросхемы, что позволяло создавать в домашних условиях интересные проекты с помощью самых простых инструментов. В магазинах электроники Radio Shack продавались брошюры с описанием устройств, которые можно было собрать из компонентов, представленных в этих же магазинах. В 1972 году по заказу Radio Shack Мимз написал две таких книги. Они были рассчитаны на любителей; схемы были нарисованы от руки, текст тоже был рукописным. Брошюры пользовались большим спросом; с 1972 по 2003 год Radio Shack заказал Мимзу 36 таких пособий. К началу 90-х размеры компонентов электронной схемы значительно уменьшились, что усложняло сборку электронных схем с помощью недорогих ручных инструментов. Это сказалось на потребительском интересе к наборам для начинающих радиолюбителей. В 2003 году Radio Shack был вынужден снизить выпуск тематических брошюр и наборов компонентов для схем.
Является изобретателем генератора ступенчатого тона (англ. stepped tone generator), также известного как «Atari Punk Console» (APC), описание которого было опубликовано в книгах «Engineer’s Notebook: Integrated Circuit Applications» (издательство сети магазинов «Radio Shack») 1980 года и «Engineer’s Mini-Notebook — 555 Circuits» (издательство «Siliconcepts») 1984 года.
Мимз написал несколько технических пособий по полупроводниковым лазерам и светодиодам. [39] В 1974 году в соавторстве со своим другом Эдом Робертсом он выпустил книгу по электронным калькуляторам.
Мимз много публиковался в научно-популярных и технических журналах. В 1990-х он начал писать статьи об атмосфере и своих опытах по измерению ультрафиолетового излучения и озонового слоя Земли. Более двадцати его работ были опубликованы в рецензируемых журналах.
Мимз дал интервью на известном радиошоу «The Amp Hour» (эпизод 171, An Interview with Forrest Mims — Snell Solisequious Scientist), где он рассказал о своей карьере, научных воззрениях и исследованиях.

## Научная полемика

### Журнал Scientific American
В мае 1988 года в журнале Scientific American открылась вакансия редактора колонки «Учёный-любитель». Мимз подал заявку. Несмотря на то, что его научные взгляды вызвали неоднозначную реакцию, ему предложили написать несколько пробных статей, что он и сделал в 1990 году. Мимз полагает, что он не получил эту должность из-за своих христианских и креационистских взглядов. В техасском отделении «Союза гражданских свобод Америки» (ACLU — American Civil Liberties Union) ему посоветовали подать на журнал в суд, но он отказался.

### Эрик Пианка
В 2006 году Мимз выразил озабоченность содержанием лекции учёного Эрика Пианки, с которой тот выступил 3 марта 2006 года на 109-м ежегодном конгрессе Техасской академии наук, проходившем в университете Ламар (Lamar University) в городе Бомонт, штат Техас. По мнению Мимза, Пианка выступал за геноцид при помощи генетически расширенного вируса Эбола с целью истребления до 90 % человеческой популяции. Пианка заявил, что Мимз вырвал его заявления из контекста и что он ни в коем случае не ратовал за подобный исход, а лишь объяснял на основе биологических принципов, какими могут быть последствия нынешних тенденций роста человеческой популяции.

## Использование светодиодов в качестве узкополосных световых датчиков
Одним из своих многочисленных достижений Форрест Мимз считает открытие того, что светодиоды не только создают оптическое излучение, но и обладают светочувствительностью. Этот двойной эффект (излучение и детектирование света) светодиодов, названный «Эффектом Мимза», был ранее никем не изучен.
Интерес Мимза к светодиодам возник в 1962 году в пору его экспериментов с фоточувствительными приборов. Тогда он и обнаружил обратный эффект. Вот как Мимз описывает его в рубрике «Обратное рассеяние» (Backscatter) в онлайн-выпуске журнала The Citizen Scientist:
В 1962 году, когда я ещё учился в старших классах школы, мне впервые пришла в голову мысль, что светочувствительный датчик можно использовать как фотоприёмник и индикатор освещённости. В порядке эксперимента я подключил автомобильную катушку зажигания к фоторезистору на основе сульфида кадмия и включил питание – полупроводник начал испускать яркие вспышки зелёного света. Эти зелёные вспышки отличались от жёлтых вспышек электрической дуги.
В университете Мимз продолжал свои исследования двойного использования светодиодов:
Во время учёбы на факультете муниципального управления я обнаружил, что некоторые кремниевые фотодиоды могут излучать свет ближнего инфракрасного диапазона, который может быть детектирован подобными же фотодиодами. Мне удалось пересылать модулированные сигналы между такими фотодиодами. В 1971 году в ходе экспериментов с волоконно-оптической линией связи я убедился в способности многих светодиодов к детектированию света. Размещая по одному светоизлучающему диоду на концах волокон, я смог посылать сигналы в обоих направлениях благодаря полупроводниковому прибору двойного назначения, находящемуся на каждом конце волокна.
В 1980 году Мимз продемонстрировал концепцию светодиодов двойного назначения путём создания цепи двунаправленной светодиодной голосовой связи, которая позволяла передавать речь оптическим путём через воздух, а также через стометровый участок оптического волокна. Демонстрацию провели по адресу 1325 L-Street в Вашингтоне — там же, где за 100 лет до этого Александр Грэхем Белл изобрёл оптическую связь. На демонстрации, организованной Национальным географическим обществом, присутствовали представители из журнала National Geographic, Смитсоновского института и лаборатории Белла (Bell Labs). Белл впервые продемонстрировал свой фотофон 3 июня 1880 года.
Помимо возможности использования двухмодовых светодиодов для общения Мимз также решил проверить возможность использования двунаправленности светодиодов для измерений специфических свойств атмосферы. В статье «Солнечный фотометр со светодиодами в качестве спектрально селективных фильтров», опубликованной в журнале Applied Optics («Прикладная оптика») в 1992 году, Мимз описывает, каким образом светодиоды могут выполнять функцию фотоприёмников (световых детекторов). [52] В 2002 году Мимз написал ещё одну статью на тему солнечного фотометра — «Недорогой и стабильный солнечный фотометр для измерения конденсации водяного пара в атмосферном столбе над Южным Техасом в период с 1990 по 2001 год».
Кроме написания многочисленных брошюр по электронике для Radio Shack Мимз разрабатывал наборы «сделай сам». Один из таких наборов служил демонстрацией «эффекта Мимза»: в комплект входило 5 светодиодов, которые работали как низкочастотные фотоприёмники и производили атмосферный анализ. Мимз назвал этот набор «Станция мониторинга солнца и неба» (Sun & Sky Monitoring Station). Было продано 12 000 таких наборов. С помощью набора можно было делать комплексные научные измерения, в том числе измерения интенсивности солнечного света, атмосферной дымки, водяного пара в атмосфере, показателей ФАР (фотосинтетического активного излучения) и КП (космической постоянной). В настоящее время набор «Станция мониторинга солнца и неба» в Radio Shack не продаётся.
Открытие Мимзом двойного применения светодиодов привело к созданию целого ряда новых приборов. Например, был создан инструмент под названием MicroTOPS II, в котором в качестве детекторов используются узкополосные фильтры и фотодиоды.

### Полемика с Э. Пианкой
- PZ Myers comments on Pianka v. Mims on Pharyngula.
- Commentary on the Mims and Pianka controversy by James Redford.